# Embaixador dos Estados Unidos no México
Embaixador dos Estados Unidos no México é um diplomata do Governo estadunidense junto ao Estado Mexicano. O primeiro embaixador foi Andrew Jackson, eleito Ministro plenipotenciário em 1823. Contudo, com a renúncia de Jackson ao posto, foi escolhido Joel Roberts Poinsett, que permaneceu no cargo até 1829. O cargo evoluiu de "Ministro plenipotenciário" para "Embaixador" em 1898. 

## Lista
Representantes
| Representante       | Título                      | Período   | Designado por     |
| ------------------- | --------------------------- | --------- | ----------------- |
| William Shaler      | Agente Diplomático Especial | 1810-1812 | James Madison     |
| John H. Robinson    | Agente Diplomático Especial | 1812-1814 | James Madison     |
| Joel R. Poinsett    | Ministro                    | 1814-1829 | John Quincy Adams |
| Anthony Butler      | Agente Diplomático Especial | 1829-1835 |                   |
| William A. Slacum   | Agente Diplomático Especial | 1835-1836 | Andrew Jackson    |
| Powhatan Ellis      | Chargé d'affaires           | 1836      | Andrew Jackson    |
| Robert Greenhow     | Agente Diplomático Especial | 1837      |                   |
| Powhatan Ellis      | Ministro                    | 1839-1842 | Martin Van Buren  |
| Henry E. Lawrence   | Agente Diplomático Especial | 1842      | John Tyler        |
| Waddy Thompson, Jr. | Ministro                    | 1842-1844 | John Tyler        |

Embaixadores
| Embaixador             | Período   | Designado por        |
| ---------------------- | --------- | -------------------- |
| Josephus Daniels       | 1933-1941 | Franklin Roosevelt   |
| George S. Messersmith  | 1942-1946 | Franklin Roosevelt   |
| Walter C. Thurston     | 1946-1950 | Harry S. Truman      |
| William O'Dwyer        | 1950-1952 | Harry S. Truman      |
| Francis White          | 1953-1957 | Dwight D. Eisenhower |
| Robert C. Hill         | 1957-1960 | Dwight D. Eisenhower |
| Thomas Clifton Mann    | 1961-1963 | John F. Kennedy      |
| Fulton Freeman         | 1964-1969 | Lyndon B. Johnson    |
| Robert H. McBride      | 1969-1974 | Richard Nixon        |
| Joseph John Jova       | 1974-1977 | Richard Nixon        |
| Patrick J. Lucey       | 1977-1979 | Jimmy Carter         |
| Julian Nava            | 1980-1981 | Jimmy Carter         |
| John A. Gavin          | 1981-1986 | Ronald Reagan        |
| Charles J. Pilliod, Jr | 1986-1989 | Ronald Reagan        |
| John D. Negroponte     | 1989-1993 | George H. W. Bush    |
| James Robert Jones     | 1993-1997 | Bill Clinton         |
| Jeffrey S. Davidow     | 1998-2002 | Bill Clinton         |
| Antonio Garza          | 2002-2009 | George W. Bush       |
| Carlos Pascual         | 2009-2011 | Barack Obama         |
| Earl Anthony Wayne     | 2011-     | Barack Obama         |